# Chemicals React
«Chemicals React» (Химическая реакция) — это сингл, написанный и спетый американской подростковой поп-рок группой Aly & AJ. Песня была записана для переизданного Deluxe Edition альбома Into The Rush. Песня стала вторым основным синглом этого альбома.

## Информация о песне
Песня вышла для массовых добавлений на радио 27 июля 2006 года. Также эта песня была записана в Simlish версии для игры от компании Electronic Arts The Sims 2: Pets. 30 октября 2006 года песня стала доступна для цифрового скачивания на iTunes в AppStore. Также было выпущено музыкальное видео на эту песню, и она входит в делюкс издание альбома.
Ремикс на песню позже был включён во второй студийный альбом Aly & AJ Insomniatic.

## Список композиций
| №  | Название          | Автор(ы)                                                     | Длительность |
| -- | ----------------- | ------------------------------------------------------------ | ------------ |
| 1. | «Chemicals React» | Alyson Michalka, Amanda Michalka, Antonina Armato, Tim James | 2:55         |

| №  | Название                            | Длительность |
| -- | ----------------------------------- | ------------ |
| 1. | «Chemicals React (Simlish Version)» | 2:54         |

| №                   | Название                       | Автор(ы)                                                                 | Длительность |
| ------------------- | ------------------------------ | ------------------------------------------------------------------------ | ------------ |
| 1.                  | «Chemicals React»              | Alyson Michalka, Amanda Michalka, Antonina Armato, Tim James             | 2:58         |
| 2.                  | «Shine»                        | Alyson Michalka, Amanda Michalka, Antonina Armato, Tim James, Nick Scapa | 3:24         |
| 3.                  | «Never Far Behind»             | Jeremy Bose, Paul Robert Evens, Matt Bronleewe                           | 3:20         |
| 4.                  | «Something More (New Version)» | Alyson Michalka, Amanda Michalka, Carrie Michalka                        | 3:36         |
| 5.                  | «Collapsed (New Version)»      | Alyson Michalka                                                          | 2:54         |
| Общая длительность: | Общая длительность:            | Общая длительность:                                                      | 18:12        |

## Музыкальное видео
Режиссёром клипа Chemicals React был Крис Аппельбаум. В клипе девушки играют песню, как на концерте. Премьера клипа состоялась в июне 2006 года. На канале Hollywood Records на YouTube, видео накопил более 8.558.826 просмотров.

## История релиза
| Дата             | Страна         | Формат                    | Лейбл             |
| ---------------- | -------------- | ------------------------- | ----------------- |
| 15 июня 2006     | United States  | Digital download          | Hollywood Records |
| 27 июля 2006     | United States  | Mainstream radio          | Hollywood Records |
| 19 сентября 2006 | United States  | Digital EP                | Hollywood Records |
| 31 онтября 2006  | United States  | Simlish version (digital) | Hollywood Records |
| 14 мая 2007      | Belgium        | CD single                 | Hollywood Records |
| 14 мая 2007      | Великобритания | CD single                 | EMI               |

## Статус песни
«Chemicals React» не попал в чарты после своего первого релиза в июне 2006 года, но после её переиздания в сентябре 2006 года сингл достиг высокого рейтинга в Соединенных Штатах. Когда она была выпущена как главный сингл, он не попал в чарты из-за отсутствия продвижения. На сегодняшний день сингл набрал более 600 000 скачиваний в цифровом формате, а в марте 2009 г. становится второй лучшей одного дуэта.

### Позиции в чартах
| Chart (2006)           | Peak position |
| ---------------------- | ------------- |
| U.S. Billboard Hot 100 | 50            |
| U.S. Billboard Pop 100 | 36            |